# خالد بن علي آل خليفة
الشيخ خالد بن علي بن عبد الله آل خليفة رجل قانون بحريني، نائب رئيس المجلس الأعلى للقضاء رئيس محكمة التمييز منذ 16 يونيو 2022 وكان سابقاً وزيراً للعدل والشؤون الإسلامية والأوقاف خلال الفترة 11 ديسمبر 2006 حتى منذ 16 يونيو 2022، وهو حفيد الشيخ عبدالله بن خالد آل خليفة.

## حياته العملية
حصل على بكالوريوس في القانون من جامعة القاهرة في عام 1991 وكما حصل على الماجستير في القانون العام والعلوم الجنائية من جامعة القاهرة في عام 1993 وكما حصل على ماجستير في القانون الدولي العام من جامعة نوتنغهام، المملكة المتحدة في عام 1997. التحق بوزارة العدل عام 1994 كباحث قانوني، ثم عمل في مجال التعاون القضائي الدولي في مكتب الوزير. شغل منصب قاضٍ من عام 1998 حتى عام 2003. عُيَّن رئيسًا للنيابة في بداية النيابة العامة عام 2003 وشغل المنصب حتى عام 2004.
في عام 2004 عُين وكيلاً لوزارة العدل. وفي 11 ديسمبر 2006 أصدر الملك حمد بن عيسى آل خليفة ملك البحرين مرسوماً بتشكيل الحكومة حيث عين وزيراً للعدل والشؤون الأسلامية والأوقاف، وكما تم تجديد تعينه في نفس المنصب خلال الحكومات التي شكلت في 2 نوفمبر 2010، 6 ديسمبر 2014، 4 ديسمبر 2018 وشغل المنصب حتى 13 يونيو 2022.
وفي 16 يونيو 2022 أصدر الملك حمد بن عيسى آل خليفة ملك البحرين أمر ملكي بتعيينه نائباً لرئيس المجلس الأعلى للقضاء ورئيساً لمحكمة التمييز بدرجة وزير.